# Ptilocichla mindanensis
A Ptilocichla mindanensis a madarak osztályának verébalakúak (Passeriformes) rendjébe és a Pellorneidae családjába tartozó faj.

## Rendszerezése
A fajt Wilhelm Blasius német ornitológus írta le 1890-ben, a Ptilopyga nembe Ptilopyga mindanensis néven.

## Alfajai
- Ptilocichla mindanensis basilanica Steere, 1890
- Ptilocichla mindanensis fortichi Rand & Rabor, 1957
- Ptilocichla mindanensis mindanensis (W. Blasius, 1890)
- Ptilocichla mindanensis minuta Bourns & Worcester, 1894[2]

## Előfordulása
Délkelet-Ázsiában, a Fülöp-szigetek területén honos. Természetes élőhelyei a szubtrópusi vagy trópusi síkvidéki és hegyi esőerdők. Állandó, nem vonuló faj.

## Megjelenése
Testhossza 13–14 centiméter, testtömege 26–31 gramm.

## Életmódja
Feltehetően gerinctelenekkel táplálkozik.

## Természetvédelmi helyzete
Az elterjedési területe nem nagy, egyedszáma pedig csökken, de még nem éri el a kritikus szintet. A Természetvédelmi Világszövetség Vörös listáján nem fenyegetett fajként szerepel.